# 兼近大樹
兼近 大樹（かねちか だいき、1991年〈平成3年〉5月11日 - ）は、日本のお笑いタレント、歌手、俳優。お笑いコンビ・EXITのボケ担当。相方はりんたろー。。立ち位置は向かって右。愛称は、かねちー。北海道札幌市北区新川出身。吉本興業（東京本社）所属。身長172cm、体重60kg、血液型はO型。

## 来歴
北海道札幌市北区新川の新川病院（その後、改称し統合移転した現在は同市南区川沿にある、晴生会さっぽろ病院）で生まれた。
札幌市立新琴似南小学校、札幌市立新川中学校卒業、北海道札幌北高等学校定時制中退。
東京NSC19期生である。
2011年に、売春防止法違反容疑で逮捕されていた。
2014年1月、既に芸人として活動していた逢見亮太に誘われ、『ぷりずん。』を結成｡
2017年5月より、逢見が活動を休止したためピンで活動、同年11月に正式に解散した。
「ぷりずん。」の活動休止中にりんたろー。を誘い、仮コンビ『SCANDAL』を結成しM-1グランプリ2017に出場し3回戦進出。
タイ住みます芸人になる予定だったが、りんたろー。が正式コンビを熱望し説得。
ぷりずん。解散後の2017年12月22日に、りんたろー。と正式にコンビ結成、『EXIT』に改名。
2019年、吉本男前ランキングで1位を獲得。
2020年、全日本グラビア対象　メンズ部門賞を獲得。
2021年10月27日、自身初となる自伝的小説「むき出し」を発売。
2022年、日本テレビの24時間テレビ「愛は地球を救う」に、チャリティーランナーとして出演。
2023年、2023WBCのPrime Videoでライブ配信MC。
2023年8月18日、最初で最後という、1st写真集「虚構」を発売。

## 人物・エピソード

### 人物
- 中学の時に両親が離婚し、姉・兼近・妹は母親に、兄は父親にそれぞれ引き取られたと言う。
- 定時制の高校中退。妹のため仕事を優先して自主退学した[10]。兼近本人は「いと頭悪し」と話している[11]。定時制高校在学中から妹の学費を稼ぐために朝は新聞配達、昼は建設業のアルバイトをしていた[10]。
- 趣味は読書。20歳の時に初めて読んだ本が又吉直樹のエッセイ集『第2図書係補佐』で、これを契機に又吉に憧れて芸人を志した[11]。又吉の推薦本は全て読んでおり、好きな作家として江國香織や穂村弘を挙げている。
- ホームレス経験がある[11]。
- 相方のりんたろー。の母親と祖父が北海道紋別市出身の為、兼近にとっては同郷の先輩になる。更に、りんたろー。の妻で兼近と同い年かつ同学年の本郷杏奈（同江別市出身）も同郷の後輩にあたる。

### エピソード
- 叔父は、かつて札幌吉本に所属していたお笑いコンビ「SOBADS」のメンバーだった[11][12]。兼近自身も札幌時代、札幌吉本のオーディションライブ「笑道」に腕試しのためにエントリーしたことがある[13]。
- 「ぷりずん。」時代にタレント、俳優、モデル、芸人などから結成されたミストマンにてアイドル活動をしていた。
- 『徳井義実のチャックおろさせて〜や』（BSスカパー!）に『馬場俊樹』名義で出演していた[14]。
- テレビ番組で共演した経沢香保子の紹介により、ベビーシッターのアルバイトをしたことがある[11]。
- 『ダウンタウンのガキの使いやあらへんで!』（日本テレビ）の年越し特番『笑ってはいけないシリーズ』にお仕置きの執行役（ブラックアーミー軍団）として過去に3回出演したことを2019年2月21日放送の『ダウンタウンDX』（日本テレビ）で明かした。この際、「叩きやすいのは松本さん」と語った[15]。
- 2022年の『24時間テレビ 愛は地球を救う45』（日本テレビ）のチャリティーランナーに自ら立候補した[9][16]。100kmの距離を放送終了時間のおよそ10分近く前の20時43分に完走した[17]。兼近本人は24時間テレビのエンディング曲「サライ」を出演者が歌い始める前にゴールするという目標を達成した[9][17]。

## 不祥事
- 2019年9月5日発売の『週刊文春』は、兼近が未成年だった2011年に売春防止法違反容疑で逮捕され、簡易裁判所で罰金5万円の判決を受けていたことを報じた[5]。兼近は同日、Twitter上で「今回の未成年時の罪を報道されてしまった事に関しては自分のした事なので、ルールはどうあれ受け入れます。むしろ世に事実を伝えられたので多少の感謝もあります」というコメントを発表した[4]。
- この文春の報道の影響を受けて、一時レギュラー番組の出演が見送られイベントの出演も取りやめになるなどした[18]。2019年10月4日に『爆報！THE フライデー』に出演し、過去の自身の犯罪などについて「全ての質問に、正直に答える」と説明した[19]。
- 上記の不起訴になった窃盗事件では、後のルフィ広域強盗事件において「ルフィ」と名乗り指示役を務めたとされる人物と共に逮捕されていた[20]。兼近は2023年2月1日の自身のYouTubeチャンネルの生配信において「過去に知り合いだったのは事実」と認め「今も仲がいいっていうのは一切ないです。事件にも関係ありません」と述べている[21][22]。

## 受賞歴
コンビとしての受賞歴はEXIT (お笑いコンビ)#受賞歴を参照。
- 兄さん胸貸してください!即興コンビ対決!2019年4月1日 はらぺこENTRANCEとして優勝[要出典]
- 全日本グラビア大賞2020  メンズ部門賞[23]
- よしもと男前ランキング2019 1位
- R-1グランプリ2024 準決勝進出[24]

## 出演
コンビとしての活動はEXIT (お笑いコンビ)#出演を参照。
テレビ番組
- ワイドナショー（フジテレビ） - ゲストコメンテーターとして不定期出演
- 24時間テレビ 愛は地球を救う45「会いたい!」（日本テレビ、2022年8月27・28日） - チャリティランナー[9]
- メシドラ〜兼近&真之介のグルメドライブ〜（日本テレビ、2022年12月11日・2023年3月26日・2023年10月7日 - ）

テレビドラマ
- 木のストロー（フジテレビ、2022年2月26日） - 配達員 役[25]
- ホスト相続しちゃいました（関西テレビ・フジテレビ、2023年4月18日 - 7月4日） - 如月武蔵 役[26]
- アオハライド（WOWOW） - 田中陽一 役
  - Season1（2023年9月22日 - 11月10日）[27]
  - Season2（2024年1月19日 - 2月23日）[28]

配信ドラマ
- モアザンワーズ/More Than Words（2022年9月16日、Amazon Prime Video） - 杉本朝人 役[29]

ネット配信
- 『世界平和』のために、私は何ができる?（国連広報センター、ハフポスト日本版）[30]
- REA(L)OVE（2018年、Netflix） - 又吉亮二

舞台
- 三ランポリン四アター「狂乱のsingたち」（倉井戸羽郎、2018年2月17日 - 18日）

映画
十二単を着た悪魔（2020年） - 責任者
Gメン（2023年8月25日）
CM
- サマージャンボ宝くじ「ジャンボ兄ちゃん 次女の彼氏」篇（2021年）[31] - 次女ミオの恋人 役
- 日清食品 - 日清焼そばU.F.O. 「未確認藤岡物体襲来」編[32][33] - ボートのチャラ男役

## 著作

### 書籍

#### 小説
- むき出し（文藝春秋、2021年10月27日）

#### 新書
- 笑いのある世界に生まれたということ（共著：中野信子、講談社+α新書、2023年10月20日） ISBN 978-4065324820[34]